# Stepnica
Stepnica is een stad in de Poolse woiwodschap West-Pommeren. De plaats maakt deel uit van de gemeente Stepnica en telt ca. 2050 inwoners.